# Sitio de Apopa
El Sitio de Apopa es una operación del Estado salvadoreño para arrestar a miembros de bandas criminales de la Mara Salvatrucha (MS-13) y Mara Barrio 18 en la ciudad de Apopa. La operación comenzó el 11 de octubre de 2023, cuando el presidente salvadoreño, Nayib Bukele, anunció que 4000 miembros de las fuerzas de seguridad del país rodearon las urbanizaciones de Popotlán y Valle Verde en Apopa y La Campanera en Soyapango.

## Antecedentes
El 27 de marzo de 2022, el gobierno de El Salvador, presidido por Nayib Bukele desde el 1 de junio de 2019, declaró estado de emergencia nacional después de registrarse un aumento significativo en los homicidios. Entre el 25 y el 27 de marzo se reportaron 87 asesinatos, lo que representó el número más alto de muertes violentas en un fin de semana desde que finalizó la guerra civil salvadoreña en 1992.
La ola de violencia fue atribuida al accionar de las dos principales pandillas que operan en El Salvador: la Mara Salvatrucha (MS-13) y Barrio 18. Ambos grupos delictivos surgieron en los años 80 en comunidades de inmigrantes salvadoreños en Estados Unidos y se expandieron por todo el territorio nacional tras la firma de los Acuerdos de Paz en 1992. 
Para 2022 se estima que las dos pandillas sumaban un total de 70,000 integrantes. Desde el inicio del régimen de excepción en marzo, hasta el 25 de julio de 2023, las autoridades detuvieron a más de 71776 personas vinculadas con las maras MS-13 y Barrio 18.

## Operación
La madrugada del 11 de octubre de 2023, el presidente Nayib Bukele, anunció un nuevo despliegue de fuerzas de seguridad en la comunidad de La Campanera, ubicada en el distrito de Soyapango, en el departamento de San Salvador. Este movimiento fue en respuesta al homicidio de una menor de edad en esa zona el día anterior.
El despliegue de seguridad anunciado por Bukele incluyó las urbanizaciones aledañas de Popotlán y Valle Verde, ubicadas en el distrito de Apopa. El operativo contempló el envío de fuerzas combinadas de la Policía Nacional Civil con un total de 500 elementos y la Fuerza Armada de El Salvador con 3500 efectivos.